# 既卒
既卒（きそつ）とは、大学・大学院・専修学校・短期大学などの高等教育課程を修了・卒業し、正規職員（＝正規雇用の正社員）としての職歴が無い求職者を指す。既卒生（きそつせい）とも言う。

## 既卒の立場
第二次世界大戦以降の日本の雇用の場合、若者に対しては新卒採用が主流で、中堅以上は中途採用枠で採用される。したがって、就職活動における既卒の立場はかなり厳しいものになっている。しかもバブル崩壊以降の1970年代生まれから1980年代前半生まれの既卒の人数は大幅に増えており、彼らの中でフリーターもしくはニートとなっている人々の数は多い。
近年では就職活動のポータルサイト（例：リクナビでは登録時に既卒を選択できる）、もしくは厚生労働省などで既卒生のための就職支援が行われつつあるが、新卒一括採用は年功序列とも密接に関わっており、既卒への門戸開放は不完全な状態である。
2020年にマイナビが行った「マイナビ既卒者の就職活動に関する調査」によると、新卒の学生の内定率は77.6％だが、既卒の学生は内定率が34.4％となっている。
ただし、内定が出やすい時期と出にくい時期が存在する。具体的には、8-10月と3月に内定が出やすい統計が出ている。一方、それらの時期を外すと内定が出ない時期になりやすいと言える。

## 参考
- 厚生労働省 新卒・既卒支援HP
- 『大学だけじゃないもうひとつのキャリア形成』 職業訓練教材研究会 2008年